# Campeonato Ecuatoriano de Fútbol 2014
El Campeonato Ecuatoriano de Fútbol 2014, cuyo nombre comercial fue «Copa Pilsener 2014», fue la quincuagésima sexta (56.ª) edición de la Serie A del fútbol profesional ecuatoriano. El torneo comenzó el 25 de enero y finalizó el 21 de diciembre Este campeonato fue organizado por la Federación Ecuatoriana de Fútbol
Este torneo local de nivel nacional estuvo conformado por un sistema de 3 etapas. La primera y segunda etapa se desarrollaron con un sistema de todos contra todos, mientras que la tercera etapa consistió en la final que se disputó entre los ganadores de la primera y segunda etapa en partidos de ida y vuelta. Se otorgaron tres cupos para la Copa Libertadores 2015 y cuatro para la Copa Sudamericana 2015.
El Club Sport Emelec se proclamó campeón por duodécima vez y de tal manera consiguió su tercer Bicampeonato consecutivo en su historia. Tras haber ganado la primera etapa y por ende haber clasificado a la final en la que rivalizó con su rival de patio Barcelona SC en la cual ganó por un marcador global de 4 a 1.

## Equipos participantes
| Nombre del club                           | Ciudad    | Entrenador        | Estadio                    | Capacidad | Marca           | Patrocinador                                |
| ----------------------------------------- | --------- | ----------------- | -------------------------- | --------- | --------------- | ------------------------------------------- |
| Barcelona Sporting Club                   | Guayaquil | Rubén Israel (†)  | Monumental Banco Pichincha | 57.267    | Marathon Sports | Pilsener                                    |
| Deportivo Cuenca                          | Cuenca    | Guillermo Duró    | Alejandro Serrano Aguilar  | 20.502    | Marathon Sports | Metrocar                                    |
| Sociedad Deportivo Quito                  | Quito     | Carlos Sevilla    | Olímpico Atahualpa         | 35.742    | Fila            | Prima Electronics, QMC                      |
| Club Deportivo El Nacional                | Quito     | Octavio Zambrano  | Olímpico Atahualpa         | 35.258    | Lotto           | Pilsener                                    |
| Club Sport Emelec                         | Guayaquil | Gustavo Quinteros | Banco del Pacífico         | 24.019    | Warrior Sports  | Pilsener                                    |
| Independiente                             | Sangolquí | Pablo Repetto     | General Rumiñahui          | 7.500     | Marathon Sports | DirecTV                                     |
| Liga Deportiva Universitaria de Loja      | Loja      | Diego Ochoa       | Reina del Cisne            | 13.359    | Astro           | Banco de Loja                               |
| Liga Deportiva Universitaria de Quito     | Quito     | Luis Zubeldía     | Casa Blanca                | 41.575    | Umbro           | Budweiser, Ambev, Chevrolet                 |
| Manta Fútbol Club                         | Manta     | Jorge Alfonso     | Jocay                      | 17.834    | Astro           | Atún Isabel                                 |
| Mushuc Runa Sporting Club                 | Ambato    | Julio Asad        | Bellavista                 | 18.000    | AESA            | Cooperativa de Ahorro y Crédito Mushuc Runa |
| Centro Deportivo Olmedo                   | Riobamba  | Juan Urquiza      | Olímpico (Riobamba)        | 18.000    | Reusch          | Acción Rural                                |
| Club Deportivo de la Universidad Católica | Quito     | Jorge Célico      | Olímpico Atahualpa         | 35.742    | Astro           | Discover Card                               |

### Equipos por provincias
| Provincia  | N.º | Equipos                                                                           |
| ---------- | --- | --------------------------------------------------------------------------------- |
| Pichincha  | 5   | Deportivo Quito, El Nacional, Independiente, Liga de Quito y Universidad Católica |
| Guayas     | 2   | Emelec y Barcelona                                                                |
| Manabí     | 1   | Manta                                                                             |
| Tungurahua | 1   | Mushuc Runa                                                                       |
| Chimborazo | 1   | Olmedo                                                                            |
| Azuay      | 1   | Deportivo Cuenca                                                                  |
| Loja       | 1   | Liga de Loja                                                                      |

## Cambio de entrenadores
| Equipo               | Pos. | Entrenador Saliente | Último partido                              | Fecha | Entrenador Sucesor | Fecha Debut |
| -------------------- | ---- | ------------------- | ------------------------------------------- | ----- | ------------------ | ----------- |
| Deportivo Cuenca     | 11   | Roberto Mario Gómez | Liga de Quito 3 - 0 Deportivo Cuenca        | 7.°   | Guillermo Duró     | 10.°        |
| Liga de Loja         | 3    | Álex Aguinaga       | Liga de Loja 1 - 2 Emelec                   | 9.°   | Diego Ochoa        | 18.°        |
| Mushuc Runa          | 11   | César Vigevani      | Mushuc Runa 0 - 1 Independiente             | 11.°  | Julio Asad         | 12.°        |
| Barcelona            | 5    | Carlos Ischia       | Emelec 2 - 0 Barcelona                      | 17.°  | Rubén Israel       | 18.°        |
| Olmedo               | 8    | Gabriel Perrone     | Deportivo Quito 2 - 1 Olmedo                | 20.°  | Mario Saralegui    | 23.°        |
| Universidad Católica | 6    | Jorge Célico        | Deportivo Cuenca 2 - 1 Universidad Católica | 22.°  | Luis Soler         | 23.°        |
| El Nacional          | 7    | Carlos Sevilla      | El Nacional 2 - 0 Liga de Loja              | 22.°  | Octavio Zambrano   | 25.º        |
| Deportivo Quito      | 7    | Juan Carlos Garay   | Deportivo Quito 1 - 1 Mushuc Runa           | 23.°  | Carlos Sevilla     | 24.º        |
| Manta                | 12   | Juan Manuel Llop    | El Nacional 2 - 1 Manta                     | 24.°  | Armando Osma       | 26.º        |
| Universidad Católica | 11   | Luis Soler          | Deportivo Quito 1 - 0 Universidad Católica  | 32.°  | Jorge Célico       | 33.°        |
| Olmedo               | 10   | Mario Saralegui     | Olmedo 1 - 2 El Nacional                    | 32.°  | Héctor González    | 33.°        |
| Manta                | 12   | Armando Osma        | Manta 1 - 3 Emelec                          | 32.°  | Jorge Alfonso      | 33.º        |
| Olmedo               | 11   | Héctor González     | Liga de Quito 5 - 1 Olmedo                  | 38.°  | Juan Urquiza       | 39.°        |

## Sistema de juego
El Campeonato Nacional 2014 estuvo compuesto de 3 etapas, se jugó con la misma modalidad que en el 2013, de acuerdo a lo que decidieron el 6 de enero de 2014 los dirigentes en el Pre Congreso Ordinario de la Federación Ecuatoriana de Fútbol y variando en cuanto a clasificación a torneos internacionales.
El 7 de enero de 2014 los dirigentes de los clubes que participan en los campeonatos de Serie A y Serie B, en conjunto con los directivos de la Federación Ecuatoriana de Fútbol, analizaron las diferentes propuestas de sistema de campeonato en el Congreso Ordinario de Fútbol. Se estableció el sistema de campeonato, aprobado por los dirigentes de las varias instituciones presentes, el mismo que finalmente fue aprobado.
El Campeonato Nacional de Fútbol Serie A 2014, según lo establecido, fue jugado por 12 equipos que se disputaron el título en tres etapas. En total se jugaron 44 fechas que iniciaron el 25 de enero.
La primera etapa del campeonato consistió de 22 jornadas. La modalidad fue de todos contra todos; el equipo que terminó primero clasificó a la final de campeonato. 
La segunda etapa fue totalmente igual a la primera; el equipo que terminó primero clasificó a la final de campeonato.
La tercera etapa sirvió para proclamar el «campeón nacional» y consistió en dos partidos en donde se disputó el campeonato en partidos de ida y vuelta entre los equipos que lograron el primer lugar en las etapas primera y segunda del campeonato.  
Así mismo para la clasificación para los torneos internacionales fue de la siguiente manera: para la Copa Libertadores 2015 clasificaron el campeón como Ecuador 1, el equipo ubicado en segundo lugar de la tabla acumulada como Ecuador 2 (subcampeón) y el tercero de la tabla acumulada como Ecuador 3. Para la Copa Sudamericana 2015 clasificaron: el campeón como Ecuador 1, el cuarto de la tabla acumulada como Ecuador 2, el quinto de la tabla acumulada como Ecuador 3 y el sexto de la tabla acumulada como Ecuador 4.
Los equipos que ocuparon los dos últimos puestos en la tabla acumulada de ambas etapas (44 jornadas) perdieron la categoría y jugaron en la Serie B en el 2015.

## Relevo anual de clubes
| Pos | Ascendidos de la Serie B |
| --- | ------------------------ |
| 1.º | Olmedo                   |
| 2.º | Mushuc Runa              |

| Pos  | Descendidos de la Serie A |
| ---- | ------------------------- |
| 11.º | Deportivo Quevedo         |
| 12.º | Macará                    |

## Primera etapa

### Clasificación
| Pos. | Equipo               | Pts. | PJ | PG | PE | PP | GF | GC | Dif. |
| ---- | -------------------- | ---- | -- | -- | -- | -- | -- | -- | ---- |
| 1.º  | Emelec               | 44   | 22 | 13 | 5  | 4  | 35 | 14 | 21   |
| 2.º  | Independiente        | 40   | 22 | 11 | 7  | 4  | 36 | 18 | 18   |
| 3.º  | Liga de Loja         | 36   | 22 | 11 | 3  | 8  | 25 | 31 | −6   |
| 4.º  | Barcelona            | 35   | 22 | 10 | 5  | 7  | 26 | 18 | 8    |
| 5.º  | Liga de Quito        | 29   | 22 | 7  | 8  | 7  | 20 | 22 | −2   |
| 6.º  | Universidad Católica | 28   | 22 | 8  | 4  | 10 | 26 | 28 | −2   |
| 7.º  | El Nacional          | 27   | 22 | 8  | 3  | 11 | 26 | 35 | −9   |
| 8.º  | Deportivo Quito      | 26   | 22 | 6  | 8  | 8  | 20 | 22 | −2   |
| 9.º  | Olmedo               | 26   | 22 | 6  | 8  | 8  | 21 | 24 | −3   |
| 10.º | Mushuc Runa          | 26   | 22 | 7  | 5  | 10 | 19 | 24 | −5   |
| 11.º | Manta                | 23   | 22 | 6  | 5  | 11 | 21 | 29 | −8   |
| 12.º | Deportivo Cuenca     | 23   | 22 | 6  | 5  | 11 | 21 | 31 | −10  |

|  | Clasificado a la final del torneo y a la Copa Libertadores 2015. |

### Evolución de la clasificación
| Equipo / Fecha   | 01 | 02 | 03 | 04 | 05 | 06 | 07 | 08 | 09 | 10 | 11 | 12 | 13 | 14 | 15 | 16 | 17 | 18 | 19 | 20 | 21 | 22 |
| ---------------- | -- | -- | -- | -- | -- | -- | -- | -- | -- | -- | -- | -- | -- | -- | -- | -- | -- | -- | -- | -- | -- | -- |
| Emelec           | 4  | 5  | 3  | 3  | 2  | 2  | 3  | 1  | 1  | 1  | 1  | 1  | 1  | 1  | 1  | 1  | 1  | 1  | 1  | 1  | 1  | 1  |
| Independiente    | 1  | 2  | 5  | 5  | 4  | 4  | 1  | 2  | 2  | 2  | 2  | 2  | 2  | 2  | 3  | 2  | 2  | 2  | 2  | 2  | 2  | 2  |
| Liga de Loja     | 3  | 3  | 4  | 2  | 1  | 1  | 2  | 3  | 3  | 3  | 3  | 3  | 3  | 4  | 2  | 4  | 3  | 3  | 3  | 3  | 3  | 3  |
| Barcelona        | 8  | 6  | 7  | 7  | 9  | 9  | 8  | 8  | 7  | 7  | 5  | 7  | 5  | 5  | 5  | 5  | 5  | 4  | 4  | 4  | 4  | 4  |
| Liga de Quito    | 10 | 9  | 6  | 6  | 7  | 7  | 5  | 6  | 8  | 9  | 9  | 10 | 10 | 10 | 10 | 10 | 8  | 7  | 6  | 5  | 5  | 5  |
| U. Católica      | 7  | 4  | 2  | 4  | 6  | 8  | 6  | 7  | 4  | 4  | 6  | 4  | 4  | 3  | 4  | 3  | 4  | 5  | 5  | 6  | 6  | 6  |
| El Nacional      | 9  | 12 | 12 | 10 | 8  | 5  | 7  | 4  | 5  | 5  | 4  | 6  | 8  | 7  | 7  | 9  | 9  | 9  | 8  | 9  | 9  | 7  |
| Deportivo Quito  | 12 | 11 | 11 | 11 | 12 | 10 | 10 | 10 | 11 | 10 | 8  | 8  | 9  | 8  | 9  | 7  | 7  | 8  | 9  | 7  | 7  | 8  |
| Olmedo           | 2  | 1  | 1  | 1  | 3  | 3  | 4  | 5  | 6  | 6  | 7  | 5  | 7  | 9  | 8  | 6  | 6  | 6  | 7  | 8  | 8  | 9  |
| Mushuc Runa      | 11 | 10 | 10 | 12 | 11 | 12 | 12 | 11 | 10 | 11 | 11 | 11 | 11 | 11 | 11 | 11 | 11 | 11 | 11 | 10 | 10 | 10 |
| Manta            | 5  | 7  | 8  | 8  | 5  | 6  | 9  | 9  | 9  | 8  | 10 | 9  | 6  | 6  | 6  | 8  | 10 | 10 | 10 | 12 | 11 | 11 |
| Deportivo Cuenca | 6  | 8  | 9  | 9  | 10 | 11 | 11 | 12 | 12 | 12 | 12 | 12 | 12 | 12 | 12 | 12 | 12 | 12 | 12 | 11 | 12 | 12 |

### Resultados
|  | Universidad Católica | 1 - 1 | Deportivo Cuenca |  | Olímpico Atahualpa  | 25 de enero | 12:00 | América Visión |
|  | Manta                | 1 - 0 | Liga de Quito    |  | Jocay               | 25 de enero | 12:00 | Oromar         |
|  | Liga de Loja         | 2 - 1 | El Nacional      |  | Reina del Cisne     | 25 de enero | 15:00 | Ecuador TV     |
|  | Independiente        | 2 - 0 | Deportivo Quito  |  | General Rumiñahui   | 25 de enero | 15:00 | Gama TV        |
|  | Olmedo               | 2 - 1 | Barcelona        |  | Olímpico (Riobamba) | 26 de enero | 12:00 | TC Televisión  |
|  | Emelec               | 1 - 0 | Mushuc Runa      |  | Banco del Pacífico  | 26 de enero | 16:30 | Gama TV        |

|  | El Nacional      | 0 - 3                                                     | Olmedo               |  | General Rumiñahui          | 29 de enero | 16:00 | Ecuador TV    |
|  | Mushuc Runa      | 1 - 2                                                     | Universidad Católica |  | Bellavista                 | 29 de enero | 16:00 | Gama TV       |
|  | Liga de Quito    | 2 - 2                                                     | Liga de Loja         |  | Casa Blanca                | 29 de enero | 19:00 | Gama TV       |
|  | Barcelona        | 1 - 0                                                     | Manta                |  | Monumental Banco Pichincha | 29 de enero | 19:00 | TC Televisión |
|  | Deportivo Cuenca | 1 - 1                                                     | Independiente        |  | Alejandro Serrano Aguilar  | 29 de enero | 20:00 | Ecuador TV    |
|  | Deportivo Quito  | 0 - 0 Archivado el 4 de marzo de 2016 en Wayback Machine. | Emelec               |  | Olímpico Atahualpa         | 26 de marzo | 19:00 | Oromar        |

|  | Olmedo               | 0 - 0                                                     | Deportivo Quito  |  | Olímpico (Riobamba) | 1 de febrero | 16:00 | TC Televisión  |
|  | Universidad Católica | 4 - 3                                                     | Independiente    |  | Olímpico Atahualpa  | 2 de febrero | 11:30 | América Visión |
|  | Liga de Quito        | 1 - 0 Archivado el 4 de marzo de 2016 en Wayback Machine. | El Nacional      |  | Casa Blanca         | 2 de febrero | 12:00 | Gama TV        |
|  | Manta                | 1 - 1                                                     | Mushuc Runa      |  | Jocay               | 2 de febrero | 13:30 | Oromar         |
|  | Liga de Loja         | 1 - 1                                                     | Barcelona        |  | Reina del Cisne     | 2 de febrero | 15:00 | Ecuador TV     |
|  | Emelec               | 3 - 0                                                     | Deportivo Cuenca |  | Banco del Pacífico  | 2 de febrero | 16:00 | Gama TV        |

|  | El Nacional      | 2 - 1 Archivado el 22 de febrero de 2014 en Wayback Machine. | Universidad Católica |  | Olímpico Atahualpa         | 8 de febrero | 15:30 | Ecuador TV    |
|  | Mushuc Runa      | 0 - 1 Archivado el 22 de febrero de 2014 en Wayback Machine. | Liga de Loja         |  | Bellavista                 | 8 de febrero | 16:00 | Gama TV       |
|  | Independiente    | 0 - 0 Archivado el 22 de febrero de 2014 en Wayback Machine. | Emelec               |  | General Rumiñahui          | 9 de febrero | 11:30 | Gama TV       |
|  | Deportivo Quito  | 1 - 1 Archivado el 22 de febrero de 2014 en Wayback Machine. | Manta                |  | Olímpico Atahualpa         | 9 de febrero | 12:00 | Oromar        |
|  | Barcelona        | 0 - 0                                                        | Liga de Quito        |  | Monumental Banco Pichincha | 9 de febrero | 16:00 | TC Televisión |
|  | Deportivo Cuenca | 1 - 1 Archivado el 22 de febrero de 2014 en Wayback Machine. | Olmedo               |  | Alejandro Serrano Aguilar  | 9 de febrero | 18:00 | Ecuador TV    |

|  | Olmedo        | 0 - 1 Archivado el 22 de febrero de 2014 en Wayback Machine. | Independiente        |  | Olímpico (Riobamba) | 14 de febrero | 19:15 | TC Televisión |
|  | Liga de Loja  | 1 - 0                                                        | Deportivo Quito      |  | Reina del Cisne     | 15 de febrero | 15:00 | Ecuador TV    |
|  | Manta         | 2 - 0 Archivado el 22 de febrero de 2014 en Wayback Machine. | Deportivo Cuenca     |  | Jocay               | 15 de febrero | 16:00 | Oromar        |
|  | El Nacional   | 1 - 0 Archivado el 22 de febrero de 2014 en Wayback Machine. | Barcelona            |  | Olímpico Atahualpa  | 16 de febrero | 11:30 | Ecuador TV    |
|  | Liga de Quito | 0 - 0 Archivado el 22 de febrero de 2014 en Wayback Machine. | Mushuc Runa          |  | Casa Blanca         | 16 de febrero | 11:30 | Gama TV       |
|  | Emelec        | 2 - 1 Archivado el 22 de febrero de 2014 en Wayback Machine. | Universidad Católica |  | Banco del Pacífico  | 16 de febrero | 16:30 | Gama TV       |

|  | Deportivo Quito      | 1 - 1 Archivado el 26 de febrero de 2014 en Wayback Machine. | Liga de Quito |  | Olímpico Atahualpa         | 21 de febrero | 19:15 | Oromar         |
|  | Deportivo Cuenca     | 0 - 1 Archivado el 26 de febrero de 2014 en Wayback Machine. | Liga de Loja  |  | Alejandro Serrano Aguilar  | 21 de febrero | 20:00 | Ecuador TV     |
|  | Universidad Católica | 1 - 2 Archivado el 27 de febrero de 2014 en Wayback Machine. | Olmedo        |  | Olímpico Atahualpa         | 22 de febrero | 12:00 | América Visión |
|  | Independiente        | 1 - 0 Archivado el 27 de febrero de 2014 en Wayback Machine. | Manta         |  | General Rumiñahui          | 22 de febrero | 16:00 | Gama TV        |
|  | Mushuc Runa          | 0 - 1 Archivado el 27 de febrero de 2014 en Wayback Machine. | El Nacional   |  | Bellavista                 | 22 de febrero | 16:00 | Gama TV        |
|  | Barcelona            | 1 - 2 Archivado el 27 de febrero de 2014 en Wayback Machine. | Emelec        |  | Monumental Banco Pichincha | 22 de febrero | 16:30 | TC Televisión  |

|  | El Nacional   | 1 - 1 Archivado el 4 de marzo de 2014 en Wayback Machine. | Deportivo Quito      |  | Olímpico Atahualpa         | 28 de febrero | 19:00 | Ecuador TV    |
|  | Liga de Quito | 3 - 0 Archivado el 4 de marzo de 2014 en Wayback Machine. | Deportivo Cuenca     |  | Casa Blanca                | 28 de febrero | 19:15 | Gama TV       |
|  | Barcelona     | 3 - 0 Archivado el 4 de marzo de 2014 en Wayback Machine. | Mushuc Runa          |  | Monumental Banco Pichincha | 28 de febrero | 19:15 | TC Televisión |
|  | Manta         | 0 - 1                                                     | Universidad Católica |  | Jocay                      | 1 de marzo    | 16:15 | Oromar        |
|  | Liga de Loja  | 1 - 2 Archivado el 6 de marzo de 2014 en Wayback Machine. | Independiente        |  | Reina del Cisne            | 5 de marzo    | 19:30 | Ecuador TV    |
|  | Olmedo        | 1 - 1 Archivado el 2 de mayo de 2014 en Wayback Machine.  | Emelec               |  | Olímpico (Riobamba)        | 30 de abril   | 19:00 | TC Televisión |

|  | Emelec               | 4 - 1                                                      | Manta         |  | Banco del Pacífico        | 7 de marzo | 19:00 | Gama TV        |
|  | Deportivo Cuenca     | 1 - 2                                                      | El Nacional   |  | Alejandro Serrano Aguilar | 7 de marzo | 20:00 | Ecuador TV     |
|  | Universidad Católica | 1 - 1                                                      | Liga de Loja  |  | Olímpico Atahualpa        | 8 de marzo | 12:00 | América Visión |
|  | Mushuc Runa          | 1 - 0 Archivado el 10 de marzo de 2014 en Wayback Machine. | Olmedo        |  | Bellavista                | 8 de marzo | 16:00 | Gama TV        |
|  | Independiente        | 0 - 0 Archivado el 10 de marzo de 2014 en Wayback Machine. | Liga de Quito |  | General Rumiñahui         | 9 de marzo | 11:30 | Gama TV        |
|  | Deportivo Quito      | 2 - 1 Archivado el 10 de marzo de 2014 en Wayback Machine. | Barcelona     |  | Olímpico Atahualpa        | 9 de marzo | 12:00 | Oromar         |

|  | Liga de Loja  | 1 - 2 Archivado el 16 de marzo de 2014 en Wayback Machine. | Emelec               |  | Reina del Cisne            | 15 de marzo | 14:15 | Ecuador TV    |
|  | Manta         | 1 - 1 Archivado el 16 de marzo de 2014 en Wayback Machine. | Olmedo               |  | Jocay                      | 15 de marzo | 15:00 | Oromar        |
|  | El Nacional   | 2 - 4 Archivado el 16 de marzo de 2014 en Wayback Machine. | Independiente        |  | Olímpico Atahualpa         | 15 de marzo | 16:15 | Ecuador TV    |
|  | Liga de Quito | 0 - 2 Archivado el 16 de marzo de 2014 en Wayback Machine. | Universidad Católica |  | Casa Blanca                | 15 de marzo | 17:00 | Gama TV       |
|  | Mushuc Runa   | 1 - 0 Archivado el 17 de marzo de 2014 en Wayback Machine. | Deportivo Quito      |  | Bellavista                 | 16 de marzo | 11:30 | Gama TV       |
|  | Barcelona     | 2 - 1 Archivado el 17 de marzo de 2014 en Wayback Machine. | Deportivo Cuenca     |  | Monumental Banco Pichincha | 16 de marzo | 16:30 | TC Televisión |

|  | Deportivo Cuenca     | 3 - 2 Archivado el 22 de marzo de 2014 en Wayback Machine. | Mushuc Runa     |  | Alejandro Serrano Aguilar | 21 de marzo | 20:00 | Ecuador TV     |
|  | Universidad Católica | 1 - 1 Archivado el 23 de marzo de 2014 en Wayback Machine. | Deportivo Quito |  | Olímpico Atahualpa        | 22 de marzo | 12:00 | América Visión |
|  | Manta                | 1 - 0 Archivado el 23 de marzo de 2014 en Wayback Machine. | El Nacional     |  | Jocay                     | 22 de marzo | 16:00 | Oromar         |
|  | Independiente        | 0 - 0 Archivado el 24 de marzo de 2014 en Wayback Machine. | Barcelona       |  | Olímpico Atahualpa        | 23 de marzo | 11:30 | Gama TV        |
|  | Olmedo               | 0 - 1 Archivado el 24 de marzo de 2014 en Wayback Machine. | Liga de Loja    |  | Olímpico (Riobamba)       | 23 de marzo | 13:00 | TC Televisión  |
|  | Emelec               | 3 - 0 Archivado el 24 de marzo de 2014 en Wayback Machine. | Liga de Quito   |  | Banco del Pacífico        | 23 de marzo | 17:00 | Gama TV        |

|  | Liga de Loja    | 1 - 0 Archivado el 4 de marzo de 2016 en Wayback Machine.  | Manta                |  | Reina del Cisne            | 29 de marzo | 15:00 | Ecuador TV    |
|  | Deportivo Quito | 3 - 1 Archivado el 4 de marzo de 2016 en Wayback Machine.  | Deportivo Cuenca     |  | Olímpico Atahualpa         | 29 de marzo | 16:00 | Oromar        |
|  | El Nacional     | 2 - 0 Archivado el 4 de marzo de 2016 en Wayback Machine.  | Emelec               |  | Olímpico Atahualpa         | 30 de marzo | 11:30 | Ecuador TV    |
|  | Liga de Quito   | 2 - 2 Archivado el 27 de abril de 2014 en Wayback Machine. | Olmedo               |  | Casa Blanca                | 30 de marzo | 11:30 | Gama TV       |
|  | Mushuc Runa     | 0 - 1 Archivado el 27 de abril de 2014 en Wayback Machine. | Independiente        |  | Bellavista                 | 30 de marzo | 14:00 | Gama TV       |
|  | Barcelona       | 2 - 1 Archivado el 27 de abril de 2014 en Wayback Machine. | Universidad Católica |  | Monumental Banco Pichincha | 30 de marzo | 16:30 | TC Televisión |

|  | Independiente        | 2 - 1 Archivado el 7 de abril de 2014 en Wayback Machine. | Mushuc Runa     |  | Olímpico Atahualpa        | 4 de abril | 16:00 | Oromar        |
|  | Deportivo Cuenca     | 0 - 1 Archivado el 7 de abril de 2014 en Wayback Machine. | Deportivo Quito |  | Alejandro Serrano Aguilar | 4 de abril | 20:00 | Ecuador TV    |
|  | Manta                | 4 - 2                                                     | Liga de Loja    |  | Jocay                     | 5 de abril | 16:00 | Oromar        |
|  | Emelec               | 5 - 1                                                     | El Nacional     |  | Banco del Pacífico        | 5 de abril | 19:00 | Gama TV       |
|  | Universidad Católica | 2 - 0 Archivado el 7 de abril de 2014 en Wayback Machine. | Barcelona       |  | Olímpico Atahualpa        | 6 de abril | 11:45 | TC Televisión |
|  | Olmedo               | 1 - 0 Archivado el 7 de abril de 2014 en Wayback Machine. | Liga de Quito   |  | Olímpico (Riobamba)       | 6 de abril | 11:45 | TC Televisión |

|  | Liga de Loja    | 1 - 0 Archivado el 14 de abril de 2014 en Wayback Machine. | Olmedo               |  | Reina del Cisne            | 11 de abril | 19:30 | Ecuador TV    |
|  | Deportivo Quito | 0 - 1 Archivado el 13 de abril de 2014 en Wayback Machine. | Universidad Católica |  | Olímpico Atahualpa         | 12 de abril | 16:00 | Oromar        |
|  | Mushuc Runa     | 1 - 1 Archivado el 13 de abril de 2014 en Wayback Machine. | Deportivo Cuenca     |  | Bellavista                 | 12 de abril | 16:00 | Gama TV       |
|  | Liga de Quito   | 0 - 0 Archivado el 14 de abril de 2014 en Wayback Machine. | Emelec               |  | Casa Blanca                | 13 de abril | 11:30 | Gama TV       |
|  | El Nacional     | 1 - 2 Archivado el 14 de abril de 2014 en Wayback Machine. | Manta                |  | Olímpico Atahualpa         | 13 de abril | 11:30 | Ecuador TV    |
|  | Barcelona       | 2 - 0 Archivado el 14 de abril de 2014 en Wayback Machine. | Independiente        |  | Monumental Banco Pichincha | 13 de abril | 16:30 | TC Televisión |

|  | Deportivo Quito      | 1 - 0 Archivado el 19 de abril de 2014 en Wayback Machine. | Mushuc Runa   |  | Olímpico Atahualpa        | 17 de abril | 12:30 | Oromar         |
|  | Emelec               | 3 - 1 Archivado el 19 de abril de 2014 en Wayback Machine. | Liga de Loja  |  | Banco del Pacífico        | 17 de abril | 19:30 | Gama TV        |
|  | Universidad Católica | 3 - 1 Archivado el 20 de abril de 2014 en Wayback Machine. | Liga de Quito |  | Olímpico Atahualpa        | 19 de abril | 12:00 | América Visión |
|  | Deportivo Cuenca     | 0 - 1 Archivado el 20 de abril de 2014 en Wayback Machine. | Barcelona     |  | Alejandro Serrano Aguilar | 19 de abril | 16:00 | Ecuador TV     |
|  | Independiente        | 2 - 3 Archivado el 20 de abril de 2014 en Wayback Machine. | El Nacional   |  | General Rumiñahui         | 19 de abril | 16:00 | Gama TV        |
|  | Olmedo               | 0 - 0 Archivado el 21 de abril de 2014 en Wayback Machine. | Manta         |  | Olímpico (Riobamba)       | 20 de abril | 13:00 | TC Televisión  |

|  | Liga de Loja  | 1 - 0 Archivado el 27 de abril de 2014 en Wayback Machine. | Universidad Católica |  | Reina del Cisne            | 26 de abril | 14:30 | Ecuador TV     |
|  | Manta         | 1 - 3 Archivado el 27 de abril de 2014 en Wayback Machine. | Emelec               |  | Jocay                      | 26 de abril | 16:00 | Oromar         |
|  | El Nacional   | 1 - 3 Archivado el 28 de abril de 2014 en Wayback Machine. | Deportivo Cuenca     |  | Olímpico Atahualpa         | 26 de abril | 17:00 | Ecuador TV     |
|  | Olmedo        | 2 - 3 Archivado el 27 de abril de 2014 en Wayback Machine. | Mushuc Runa          |  | Olímpico (Riobamba)        | 26 de abril | 19:00 | América Visión |
|  | Liga de Quito | 3 - 2 Archivado el 28 de abril de 2014 en Wayback Machine. | Independiente        |  | Olímpico (Ibarra)          | 27 de abril | 12:00 | Gama TV        |
|  | Barcelona     | 1 - 0 Archivado el 28 de abril de 2014 en Wayback Machine. | Deportivo Quito      |  | Monumental Banco Pichincha | 27 de abril | 16:00 | TC Televisión  |

|  | Deportivo Quito      | 3 - 0 Archivado el 4 de mayo de 2014 en Wayback Machine. | El Nacional   |  | Olímpico Atahualpa        | 2 de mayo | 19:00 | Oromar         |
|  | Deportivo Cuenca     | 0 - 0 Archivado el 4 de mayo de 2014 en Wayback Machine. | Liga de Quito |  | Alejandro Serrano Aguilar | 2 de mayo | 20:00 | Ecuador TV     |
|  | Independiente        | 4 - 0 Archivado el 4 de mayo de 2014 en Wayback Machine. | Liga de Loja  |  | General Rumiñahui         | 3 de mayo | 17:00 | Gama TV        |
|  | Mushuc Runa          | 0 - 0 Archivado el 4 de mayo de 2014 en Wayback Machine. | Barcelona     |  | Bellavista                | 4 de mayo | 11:30 | Gama TV        |
|  | Universidad Católica | 2 - 1 Archivado el 5 de mayo de 2014 en Wayback Machine. | Manta         |  | Olímpico Atahualpa        | 4 de mayo | 11:30 | América Visión |
|  | Emelec               | 0 - 2 Archivado el 5 de mayo de 2014 en Wayback Machine. | Olmedo        |  | Banco del Pacífico        | 4 de mayo | 16:30 | Gama TV        |

|  | Liga de Loja  | 2 - 1 Archivado el 12 de mayo de 2014 en Wayback Machine. | Deportivo Cuenca     |  | Reina del Cisne     | 9 de mayo  | 19:30 | Ecuador TV    |
|  | Manta         | 0 - 1                                                     | Independiente        |  | Jocay               | 10 de mayo | 15:00 | Oromar        |
|  | El Nacional   | 1 - 1                                                     | Mushuc Runa          |  | Olímpico Atahualpa  | 10 de mayo | 16:00 | Ecuador TV    |
|  | Liga de Quito | 2 - 0                                                     | Deportivo Quito      |  | Casa Blanca         | 10 de mayo | 19:00 | Gama TV       |
|  | Olmedo        | 2 - 0 Archivado el 13 de mayo de 2014 en Wayback Machine. | Universidad Católica |  | Olímpico (Riobamba) | 11 de mayo | 13:00 | TC Televisión |
|  | Emelec        | 2 - 0 Archivado el 13 de mayo de 2014 en Wayback Machine. | Barcelona            |  | Banco del Pacífico  | 11 de mayo | 16:30 | Gama TV       |

| Copa Mundial de Fútbol de 2014 |

|  | Deportivo Cuenca     | 3 - 0 Archivado el 9 de julio de 2014 en Wayback Machine. | Manta         |  | Alejandro Serrano Aguilar  | 4 de julio | 20:00 | Ecuador TV     |
|  | Deportivo Quito      | 2 - 3 Archivado el 9 de julio de 2014 en Wayback Machine. | Liga de Loja  |  | Olímpico Atahualpa         | 5 de julio | 12:00 | DirecTV Sports |
|  | Independiente        | 6 - 0 Archivado el 8 de julio de 2014 en Wayback Machine. | Olmedo        |  | General Rumiñahui          | 5 de julio | 18:00 | DirecTV Sports |
|  | Universidad Católica | 0 - 2 Archivado el 8 de julio de 2014 en Wayback Machine. | Emelec        |  | Olímpico Atahualpa         | 6 de julio | 11:45 | TC Televisión  |
|  | Mushuc Runa          | 1 - 2 Archivado el 8 de julio de 2014 en Wayback Machine. | Liga de Quito |  | Bellavista                 | 6 de julio | 13:00 | Gama TV        |
|  | Barcelona            | 2 - 1 Archivado el 8 de julio de 2014 en Wayback Machine. | El Nacional   |  | Monumental Banco Pichincha | 6 de julio | 16:30 | TC Televisión  |

|  | Olmedo               | 0 - 1 Archivado el 14 de julio de 2014 en Wayback Machine. | Deportivo Cuenca |  | Olímpico (Riobamba) | 11 de julio | 19:00 | América Visión |
|  | Liga de Loja         | 1 - 2 Archivado el 14 de julio de 2014 en Wayback Machine. | Mushuc Runa      |  | Reina del Cisne     | 11 de julio | 19:30 | Ecuador TV     |
|  | Universidad Católica | 1 - 3 Archivado el 14 de julio de 2014 en Wayback Machine. | El Nacional      |  | Olímpico Atahualpa  | 12 de julio | 11:30 | América Visión |
|  | Liga de Quito        | 2 - 1 Archivado el 14 de julio de 2014 en Wayback Machine. | Barcelona        |  | Casa Blanca         | 12 de julio | 11:30 | Gama TV        |
|  | Manta                | 1 - 1 Archivado el 14 de julio de 2014 en Wayback Machine. | Deportivo Quito  |  | Jocay               | 12 de julio | 16:00 | Oromar         |
|  | Emelec               | 0 - 0 Archivado el 14 de julio de 2014 en Wayback Machine. | Independiente    |  | Banco del Pacífico  | 13 de julio | 17:30 | Gama TV        |

|  | Deportivo Quito  | 2 - 1 Archivado el 29 de julio de 2014 en Wayback Machine. | Olmedo               |  | Olímpico Atahualpa         | 18 de julio | 19:00 | Oromar        |
|  | Deportivo Cuenca | 1 - 0 Archivado el 4 de marzo de 2016 en Wayback Machine.  | Emelec               |  | Alejandro Serrano Aguilar  | 18 de julio | 20:00 | Ecuador TV    |
|  | Independiente    | 0 - 0 Archivado el 29 de julio de 2014 en Wayback Machine. | Universidad Católica |  | General Rumiñahui          | 19 de julio | 16:00 | Gama TV       |
|  | Mushuc Runa      | 2 - 1 Archivado el 29 de julio de 2014 en Wayback Machine. | Manta                |  | Bellavista                 | 19 de julio | 16:00 | Gama TV       |
|  | Barcelona        | 4 - 0 Archivado el 23 de julio de 2014 en Wayback Machine. | Liga de Loja         |  | Monumental Banco Pichincha | 19 de julio | 16:45 | TC Televisión |
|  | El Nacional      | 0 - 1 Archivado el 29 de julio de 2014 en Wayback Machine. | Liga de Quito        |  | Olímpico Atahualpa         | 20 de julio | 12:00 | Ecuador TV    |

|  | Universidad Católica | 0 - 1 Archivado el 10 de agosto de 2014 en Wayback Machine. | Mushuc Runa      |  | Olímpico Atahualpa  | 30 de julio | 12:30 | América Visión |
|  | Independiente        | 3 - 0 Archivado el 10 de agosto de 2014 en Wayback Machine. | Deportivo Cuenca |  | General Rumiñahui   | 30 de julio | 19:00 | Gama TV        |
|  | Emelec               | 2 - 0 Archivado el 10 de agosto de 2014 en Wayback Machine. | Deportivo Quito  |  | Banco del Pacífico  | 30 de julio | 19:00 | Gama TV        |
|  | Olmedo               | 1 - 1 Archivado el 10 de agosto de 2014 en Wayback Machine. | El Nacional      |  | Olímpico (Riobamba) | 30 de julio | 19:00 | América Visión |
|  | Liga de Loja         | 1 - 0 Archivado el 10 de agosto de 2014 en Wayback Machine. | Liga de Quito    |  | Reina del Cisne     | 30 de julio | 19:30 | Ecuador TV     |
|  | Manta                | 1 - 3 Archivado el 10 de agosto de 2014 en Wayback Machine. | Barcelona        |  | Jocay               | 30 de julio | 19:30 | Oromar         |

|  | El Nacional      | 2 - 0 Archivado el 10 de agosto de 2014 en Wayback Machine. | Liga de Loja         |  | Olímpico Atahualpa         | 3 de agosto | 10:00 | Ecuador TV    |
|  | Liga de Quito    | 0 - 2 Archivado el 10 de agosto de 2014 en Wayback Machine. | Manta                |  | Casa Blanca                | 3 de agosto | 11:30 | Gama TV       |
|  | Deportivo Cuenca | 2 - 1 Archivado el 10 de agosto de 2014 en Wayback Machine. | Universidad Católica |  | Alejandro Serrano Aguilar  | 3 de agosto | 12:30 | Ecuador TV    |
|  | Deportivo Quito  | 1 - 1 Archivado el 10 de agosto de 2014 en Wayback Machine. | Independiente        |  | Olímpico Atahualpa         | 3 de agosto | 12:30 | Oromar        |
|  | Mushuc Runa      | 1 - 0 Archivado el 10 de agosto de 2014 en Wayback Machine. | Emelec               |  | Bellavista                 | 3 de agosto | 14:00 | Gama TV       |
|  | Barcelona        | 0 - 0 Archivado el 10 de agosto de 2014 en Wayback Machine. | Olmedo               |  | Monumental Banco Pichincha | 3 de agosto | 16:30 | TC Televisión |

## Segunda etapa

### Clasificación
| Pos. | Equipo               | Pts. | PJ | PG | PE | PP | GF | GC | Dif. |
| ---- | -------------------- | ---- | -- | -- | -- | -- | -- | -- | ---- |
| 1.º  | Barcelona            | 48   | 22 | 15 | 3  | 4  | 33 | 16 | 17   |
| 2.º  | Independiente        | 46   | 22 | 14 | 4  | 4  | 42 | 18 | 24   |
| 3.º  | Emelec               | 44   | 22 | 14 | 2  | 6  | 40 | 22 | 18   |
| 4.º  | Liga de Quito        | 40   | 22 | 11 | 7  | 4  | 38 | 22 | 16   |
| 5.º  | El Nacional          | 29   | 22 | 8  | 5  | 9  | 23 | 26 | −3   |
| 6.º  | Universidad Católica | 28   | 22 | 8  | 4  | 10 | 25 | 30 | −5   |
| 7.º  | Deportivo Cuenca     | 28   | 22 | 7  | 7  | 8  | 23 | 29 | −6   |
| 8.º  | Liga de Loja         | 22   | 22 | 5  | 7  | 10 | 21 | 31 | −10  |
| 9.º  | Mushuc Runa          | 21   | 22 | 4  | 9  | 9  | 19 | 30 | −11  |
| 10.º | Manta                | 20   | 22 | 5  | 5  | 12 | 25 | 35 | −10  |
| 11.º | Deportivo Quito      | 20   | 22 | 4  | 8  | 10 | 17 | 32 | −15  |
| 12.º | Olmedo               | 16   | 22 | 3  | 7  | 12 | 18 | 33 | −15  |

|  | Clasificado a la final del torneo y a la Copa Libertadores 2015. |

### Evolución de la clasificación
| Equipo / Fecha   | 01 | 02 | 03 | 04 | 05 | 06 | 07 | 08 | 09 | 10 | 11 | 12 | 13 | 14 | 15 | 16 | 17 | 18 | 19 | 20 | 21 | 22 |
| ---------------- | -- | -- | -- | -- | -- | -- | -- | -- | -- | -- | -- | -- | -- | -- | -- | -- | -- | -- | -- | -- | -- | -- |
| Barcelona        | 9  | 10 | 6  | 4  | 1  | 1  | 1  | 1  | 1  | 1  | 1  | 1  | 2  | 2  | 2  | 2  | 2  | 2  | 2  | 1  | 1  | 1  |
| Independiente    | 1  | 4  | 4  | 6  | 4  | 6  | 8  | 8  | 5  | 4  | 2  | 2  | 1  | 1  | 1  | 1  | 1  | 1  | 1  | 3  | 2  | 2  |
| Emelec           | 8  | 2  | 2  | 2  | 5  | 8  | 3  | 6  | 8  | 8  | 3  | 3  | 4  | 4  | 4  | 4  | 4  | 4  | 3  | 2  | 3  | 3  |
| Liga de Quito    | 6  | 5  | 5  | 3  | 6  | 7  | 6  | 3  | 4  | 3  | 4  | 4  | 3  | 3  | 3  | 3  | 3  | 3  | 4  | 4  | 4  | 4  |
| El Nacional      | 12 | 6  | 7  | 8  | 8  | 5  | 5  | 2  | 3  | 2  | 5  | 5  | 5  | 5  | 5  | 5  | 5  | 5  | 6  | 5  | 7  | 5  |
| U. Católica      | 10 | 9  | 10 | 10 | 10 | 11 | 11 | 11 | 11 | 10 | 10 | 9  | 8  | 9  | 9  | 9  | 9  | 9  | 7  | 6  | 5  | 6  |
| Deportivo Cuenca | 2  | 7  | 8  | 7  | 3  | 4  | 7  | 7  | 7  | 7  | 8  | 8  | 9  | 7  | 6  | 6  | 6  | 6  | 5  | 7  | 6  | 7  |
| Liga de Loja     | 5  | 1  | 3  | 5  | 7  | 3  | 4  | 5  | 6  | 6  | 7  | 7  | 7  | 8  | 8  | 7  | 7  | 8  | 9  | 9  | 10 | 8  |
| Mushuc Runa      | 3  | 3  | 1  | 1  | 2  | 2  | 2  | 4  | 2  | 5  | 6  | 6  | 6  | 6  | 7  | 8  | 8  | 7  | 8  | 8  | 9  | 9  |
| Manta            | 11 | 12 | 12 | 12 | 12 | 12 | 12 | 12 | 12 | 12 | 12 | 12 | 12 | 12 | 11 | 11 | 11 | 12 | 10 | 10 | 8  | 10 |
| Deportivo Quito  | 4  | 11 | 11 | 11 | 11 | 9  | 9  | 9  | 9  | 9  | 9  | 10 | 10 | 10 | 10 | 10 | 10 | 10 | 11 | 12 | 11 | 11 |
| Olmedo           | 7  | 8  | 9  | 9  | 9  | 10 | 10 | 10 | 10 | 11 | 11 | 11 | 11 | 11 | 12 | 12 | 12 | 11 | 12 | 11 | 12 | 12 |

### Resultados
|  | Deportivo Quito  | 1 - 1 Archivado el 11 de agosto de 2014 en Wayback Machine. | Mushuc Runa          |  | Olímpico Atahualpa         | 8 de agosto  | 19:00 | Oromar        |
|  | Deportivo Cuenca | 2 - 1 Archivado el 11 de agosto de 2014 en Wayback Machine. | El Nacional          |  | Alejandro Serrano Aguilar  | 8 de agosto  | 20:00 | Ecuador TV    |
|  | Liga de Quito    | 1 - 1 Archivado el 11 de agosto de 2014 en Wayback Machine. | Liga de Loja         |  | Casa Blanca                | 9 de agosto  | 12:00 | Gama TV       |
|  | Manta            | 2 - 3 Archivado el 11 de agosto de 2014 en Wayback Machine. | Independiente        |  | Jocay                      | 9 de agosto  | 16:00 | Oromar        |
|  | Olmedo           | 1 - 1 Archivado el 12 de agosto de 2014 en Wayback Machine. | Emelec               |  | Olímpico (Riobamba)        | 10 de agosto | 12:00 | TC Televisión |
|  | Barcelona        | 0 - 0 Archivado el 12 de agosto de 2014 en Wayback Machine. | Universidad Católica |  | Monumental Banco Pichincha | 10 de agosto | 16:45 | TC Televisión |

|  | El Nacional          | 2 - 1 Archivado el 4 de marzo de 2016 en Wayback Machine.   | Manta            |  | Olímpico Atahualpa | 13 de agosto | 12:00 | Ecuador TV     |
|  | Mushuc Runa          | 2 - 0 Archivado el 16 de agosto de 2014 en Wayback Machine. | Barcelona        |  | Bellavista         | 13 de agosto | 15:30 | Gama TV        |
|  | Independiente        | 1 - 1 Archivado el 16 de agosto de 2014 en Wayback Machine. | Olmedo           |  | General Rumiñahui  | 13 de agosto | 19:00 | Gama TV        |
|  | Emelec               | 3 - 0 Archivado el 16 de agosto de 2014 en Wayback Machine. | Deportivo Cuenca |  | Banco del Pacífico | 13 de agosto | 19:00 | Gama TV        |
|  | Universidad Católica | 1 - 2 Archivado el 16 de agosto de 2014 en Wayback Machine. | Liga de Quito    |  | Olímpico Atahualpa | 13 de agosto | 19:15 | América Visión |
|  | Liga de Loja         | 4 - 0 Archivado el 16 de agosto de 2014 en Wayback Machine. | Deportivo Quito  |  | Reina del Cisne    | 13 de agosto | 19:30 | Ecuador TV     |

|  | Olmedo           | 1 - 2 Archivado el 19 de agosto de 2014 en Wayback Machine.    | Mushuc Runa          |  | Olímpico (Riobamba)        | 17 de agosto    | 13:30 | TC Televisión |
|  | Barcelona        | 3 - 1 Archivado el 19 de agosto de 2014 en Wayback Machine.    | Liga de Loja         |  | Monumental Banco Pichincha | 17 de agosto    | 16:45 | TC Televisión |
|  | Liga de Quito    | 3 - 0 Archivado el 3 de septiembre de 2014 en Wayback Machine. | Deportivo Quito      |  | Casa Blanca                | 27 de agosto    | 19:15 | Gama TV       |
|  | Deportivo Cuenca | 1 - 0 Archivado el 7 de septiembre de 2014 en Wayback Machine. | Universidad Católica |  | Alejandro Serrano Aguilar  | 5 de septiembre | 20:00 | Ecuador TV    |
|  | Manta            | 1 - 3 Archivado el 12 de octubre de 2014 en Wayback Machine.   | Emelec               |  | Jocay                      | 10 de octubre   | 19:00 | Oromar        |
|  | El Nacional      | 0 - 1 Archivado el 23 de octubre de 2014 en Wayback Machine.   | Independiente        |  | Olímpico Atahualpa         | 12 de noviembre | 19:15 | Ecuador TV    |

|  | Liga de Loja         | 1 - 1 Archivado el 26 de agosto de 2014 en Wayback Machine.  | Deportivo Cuenca |  | Reina del Cisne    | 22 de agosto  | 19:30 | Ecuador TV     |
|  | Emelec               | 5 - 0 Archivado el 26 de agosto de 2014 en Wayback Machine.  | El Nacional      |  | Banco del Pacífico | 23 de agosto  | 17:00 | Gama TV        |
|  | Deportivo Quito      | 1 - 3 Archivado el 26 de agosto de 2014 en Wayback Machine.  | Barcelona        |  | Olímpico Atahualpa | 24 de agosto  | 11:30 | Oromar         |
|  | Mushuc Runa          | 1 - 0 Archivado el 26 de agosto de 2014 en Wayback Machine.  | Manta            |  | Bellavista         | 24 de agosto  | 12:00 | Gama TV        |
|  | Universidad Católica | 1 - 0 Archivado el 17 de octubre de 2014 en Wayback Machine. | Olmedo           |  | Olímpico Atahualpa | 12 de octubre | 11:45 | América Visión |
|  | Independiente        | 3 - 1 Archivado el 23 de octubre de 2014 en Wayback Machine. | Liga de Quito    |  | General Rumiñahui  | 22 de octubre | 19:00 | Gama TV        |

|  | El Nacional      | 1 - 0 Archivado el 2 de septiembre de 2014 en Wayback Machine. | Mushuc Runa          |  | Olímpico Atahualpa         | 31 de agosto | 11:00 | Ecuador TV    |
|  | Manta            | 1 - 1 Archivado el 2 de septiembre de 2014 en Wayback Machine. | Universidad Católica |  | Jocay                      | 31 de agosto | 12:00 | Oromar        |
|  | Olmedo           | 0 - 0 Archivado el 2 de septiembre de 2014 en Wayback Machine. | Liga de Loja         |  | Olímpico (Riobamba)        | 31 de agosto | 13:00 | TC Televisión |
|  | Deportivo Cuenca | 0 - 0 Archivado el 2 de septiembre de 2014 en Wayback Machine. | Deportivo Quito      |  | Alejandro Serrano Aguilar  | 31 de agosto | 13:00 | Ecuador TV    |
|  | Barcelona        | 1 - 0 Archivado el 2 de septiembre de 2014 en Wayback Machine. | Liga de Quito        |  | Monumental Banco Pichincha | 31 de agosto | 16:45 | TC Televisión |
|  | Independiente    | 5 - 0 Archivado el 2 de septiembre de 2014 en Wayback Machine. | Emelec               |  | General Rumiñahui          | 31 de agosto | 17:00 | Gama TV       |

|  | Mushuc Runa          | 1 - 1 Archivado el 14 de septiembre de 2014 en Wayback Machine. | Independiente    |  | Bellavista                 | 12 de septiembre | 16:00 | Gama TV        |
|  | Universidad Católica | 0 - 2 Archivado el 14 de septiembre de 2014 en Wayback Machine. | El Nacional      |  | Olímpico Atahualpa         | 12 de septiembre | 19:15 | América Visión |
|  | Liga de Loja         | 2 - 0 Archivado el 15 de septiembre de 2014 en Wayback Machine. | Manta            |  | Reina del Cisne            | 13 de septiembre | 15:30 | Ecuador TV     |
|  | Deportivo Quito      | 2 - 0 Archivado el 15 de septiembre de 2014 en Wayback Machine. | Olmedo           |  | Olímpico Atahualpa         | 13 de septiembre | 17:00 | Oromar         |
|  | Liga de Quito        | 1 - 1 Archivado el 15 de septiembre de 2014 en Wayback Machine. | Deportivo Cuenca |  | Casa Blanca                | 14 de septiembre | 11:30 | Gama TV        |
|  | Barcelona            | 1 - 0 Archivado el 15 de septiembre de 2014 en Wayback Machine. | Emelec           |  | Monumental Banco Pichincha | 14 de septiembre | 16:45 | TC Televisión  |

|  | Manta            | 1 - 1 Archivado el 4 de marzo de 2016 en Wayback Machine.    | Deportivo Quito      |  | Jocay                     | 20 de septiembre | 13:00 | Oromar        |
|  | El Nacional      | 1 - 1 Archivado el 4 de marzo de 2016 en Wayback Machine.    | Liga de Loja         |  | Olímpico Atahualpa        | 21 de septiembre | 11:00 | Ecuador TV    |
|  | Olmedo           | 1 - 1 Archivado el 4 de marzo de 2016 en Wayback Machine.    | Liga de Quito        |  | Olímpico (Riobamba)       | 21 de septiembre | 12:00 | TC Televisión |
|  | Deportivo Cuenca | 0 - 2 Archivado el 4 de marzo de 2016 en Wayback Machine.    | Barcelona            |  | Alejandro Serrano Aguilar | 21 de septiembre | 13:00 | Ecuador TV    |
|  | Emelec           | 3 - 1 Archivado el 4 de marzo de 2016 en Wayback Machine.    | Mushuc Runa          |  | Banco del Pacífico        | 21 de septiembre | 17:00 | Gama TV       |
|  | Independiente    | 4 - 0 Archivado el 30 de octubre de 2014 en Wayback Machine. | Universidad Católica |  | General Rumiñahui         | 29 de octubre    | 17:00 | Gama TV       |

|  | Deportivo Quito      | 0 - 4 Archivado el 27 de septiembre de 2014 en Wayback Machine. | El Nacional   |  | Olímpico Atahualpa         | 26 de septiembre | 19:15 | Oromar        |
|  | Liga de Quito        | 2 - 0 Archivado el 27 de septiembre de 2014 en Wayback Machine. | Manta         |  | Casa Blanca                | 26 de septiembre | 19:30 | Gama TV       |
|  | Deportivo Cuenca     | 1 - 1 Archivado el 27 de septiembre de 2014 en Wayback Machine. | Mushuc Runa   |  | Alejandro Serrano Aguilar  | 26 de septiembre | 20:00 | Ecuador TV    |
|  | Liga de Loja         | 0 - 0 Archivado el 1 de octubre de 2014 en Wayback Machine.     | Independiente |  | Reina del Cisne            | 27 de septiembre | 15:00 | Ecuador TV    |
|  | Barcelona            | 2 - 0 Archivado el 1 de octubre de 2014 en Wayback Machine.     | Olmedo        |  | Monumental Banco Pichincha | 27 de septiembre | 17:00 | TC Televisión |
|  | Universidad Católica | 2 - 5 Archivado el 22 de octubre de 2014 en Wayback Machine.    | Emelec        |  | Olímpico Atahualpa         | 22 de octubre    | 12:00 | TC Televisión |

|  | Mushuc Runa   | 2 - 0 Archivado el 4 de octubre de 2014 en Wayback Machine.    | Universidad Católica |  | Bellavista          | 1 de octubre    | 16:00 | Gama TV        |
|  | Olmedo        | 2 - 2 Archivado el 4 de octubre de 2014 en Wayback Machine.    | Deportivo Cuenca     |  | Olímpico (Riobamba) | 1 de octubre    | 19:00 | América Visión |
|  | Manta         | 2 - 4 Archivado el 4 de octubre de 2014 en Wayback Machine.    | Barcelona            |  | Jocay               | 1 de octubre    | 19:00 | Oromar         |
|  | Independiente | 2 - 0 Archivado el 4 de octubre de 2014 en Wayback Machine.    | Deportivo Quito      |  | General Rumiñahui   | 1 de octubre    | 19:15 | Gama TV        |
|  | El Nacional   | 0 - 0 Archivado el 4 de octubre de 2014 en Wayback Machine.    | Liga de Quito        |  | Olímpico Atahualpa  | 1 de octubre    | 19:15 | Ecuador TV     |
|  | Emelec        | 3 - 1 Archivado el 13 de noviembre de 2014 en Wayback Machine. | Liga de Loja         |  | Banco del Pacífico  | 12 de noviembre | 19:00 | Gama TV        |

|  | Liga de Quito    | 2 - 1 Archivado el 6 de octubre de 2014 en Wayback Machine.  | Emelec               |  | Casa Blanca                | 5 de octubre | 11:30 | Gama TV       |
|  | Deportivo Quito  | 1 - 0 Archivado el 6 de octubre de 2014 en Wayback Machine.  | Universidad Católica |  | Olímpico Atahualpa         | 5 de octubre | 11:30 | Oromar        |
|  | Deportivo Cuenca | 1 - 0 Archivado el 6 de octubre de 2014 en Wayback Machine.  | Manta                |  | Alejandro Serrano Aguilar  | 5 de octubre | 11:30 | Ecuador TV    |
|  | Olmedo           | 1 - 2 Archivado el 10 de octubre de 2014 en Wayback Machine. | El Nacional          |  | Olímpico (Riobamba)        | 5 de octubre | 13:30 | TC Televisión |
|  | Liga de Loja     | 2 - 1 Archivado el 6 de octubre de 2014 en Wayback Machine.  | Mushuc Runa          |  | Reina del Cisne            | 5 de octubre | 15:00 | Ecuador TV    |
|  | Barcelona        | 1 - 4 Archivado el 6 de octubre de 2014 en Wayback Machine.  | Independiente        |  | Monumental Banco Pichincha | 5 de octubre | 16:45 | TC Televisión |

|  | Universidad Católica | 4 - 1 Archivado el 19 de octubre de 2014 en Wayback Machine. | Liga de Loja     |  | Olímpico Atahualpa | 17 de octubre | 12:00 | América Visión |
|  | Independiente        | 4 - 0 Archivado el 19 de octubre de 2014 en Wayback Machine. | Deportivo Cuenca |  | General Rumiñahui  | 18 de octubre | 17:00 | Gama TV        |
|  | El Nacional          | 1 - 4 Archivado el 21 de octubre de 2014 en Wayback Machine. | Barcelona        |  | Olímpico Atahualpa | 19 de octubre | 11:30 | Ecuador TV     |
|  | Manta F.C.           | 0 - 0 Archivado el 21 de octubre de 2014 en Wayback Machine. | C.D. Olmedo      |  | Jocay              | 19 de octubre | 12:00 | Oromar         |
|  | Mushuc Runa          | 1 - 1 Archivado el 21 de octubre de 2014 en Wayback Machine. | Liga de Quito    |  | Bellavista         | 19 de octubre | 13:30 | Gama TV        |
|  | Emelec               | 3 - 0 Archivado el 18 de octubre de 2014 en Wayback Machine. | Deportivo Quito  |  | Banco del Pacífico | 19 de octubre | 17:00 | Gama TV        |

|  | Liga de Loja     | 1 - 2 Archivado el 25 de octubre de 2014 en Wayback Machine. | Universidad Católica |  | Reina del Cisne            | 25 de octubre | 15:00 | Ecuador TV    |
|  | Deportivo Quito  | 2 - 2 Archivado el 26 de octubre de 2014 en Wayback Machine. | Emelec               |  | Olímpico Atahualpa         | 26 de octubre | 11:30 | Oromar        |
|  | Liga de Quito    | 5 - 1 Archivado el 26 de octubre de 2014 en Wayback Machine. | Mushuc Runa          |  | Casa Blanca                | 26 de octubre | 11:30 | Gama TV       |
|  | Deportivo Cuenca | 0 - 1 Archivado el 26 de octubre de 2014 en Wayback Machine. | Independiente        |  | Alejandro Serrano Aguilar  | 26 de octubre | 13:30 | Ecuador TV    |
|  | Olmedo           | 1 - 0 Archivado el 26 de octubre de 2014 en Wayback Machine. | Manta                |  | Olímpico (Riobamba)        | 26 de octubre | 13:30 | TC Televisión |
|  | Barcelona        | 1 - 0 Archivado el 27 de octubre de 2014 en Wayback Machine. | El Nacional          |  | Monumental Banco Pichincha | 26 de octubre | 16:45 | TC Televisión |

|  | El Nacional          | 2 - 1 Archivado el 2 de noviembre de 2014 en Wayback Machine. | Olmedo           |  | Olímpico Atahualpa | 1 de noviembre | 11:30 | TC Televisión |
|  | Manta                | 2 - 1 Archivado el 2 de noviembre de 2014 en Wayback Machine. | Deportivo Cuenca |  | Jocay              | 1 de noviembre | 13:30 | Oromar        |
|  | Mushuc Runa          | 1 - 1 Archivado el 2 de noviembre de 2014 en Wayback Machine. | Liga de Loja     |  | Bellavista         | 1 de noviembre | 15:00 | Gama TV       |
|  | Independiente        | 2 - 1 Archivado el 2 de noviembre de 2014 en Wayback Machine. | Barcelona        |  | General Rumiñahui  | 1 de noviembre | 17:00 | Gama TV       |
|  | Universidad Católica | 1 - 0 Archivado el 2 de noviembre de 2014 en Wayback Machine. | Deportivo Quito  |  | Olímpico Atahualpa | 2 de noviembre | 11:30 | Ecuador TV    |
|  | Emelec               | 0 - 1 Archivado el 3 de noviembre de 2014 en Wayback Machine. | Liga de Quito    |  | Banco del Pacífico | 2 de noviembre | 17:00 | Gama TV       |

|  | Universidad Católica | 1 - 1 Archivado el 6 de noviembre de 2014 en Wayback Machine. | Mushuc Runa   |  | Olímpico Atahualpa        | 5 de noviembre | 16:30 | América Visión |
|  | Deportivo Quito      | 3 - 0 Archivado el 6 de noviembre de 2014 en Wayback Machine. | Independiente |  | Olímpico Atahualpa        | 5 de noviembre | 19:00 | Oromar         |
|  | Liga de Quito        | 2 - 1 Archivado el 6 de noviembre de 2014 en Wayback Machine. | El Nacional   |  | Casa Blanca               | 5 de noviembre | 19:00 | Gama TV        |
|  | Barcelona            | 0 - 1 Archivado el 6 de noviembre de 2014 en Wayback Machine. | Manta         |  | 9 de Mayo                 | 5 de noviembre | 19:05 | TC Televisión  |
|  | Deportivo Cuenca     | 3 - 1 Archivado el 6 de noviembre de 2014 en Wayback Machine. | Olmedo        |  | Alejandro Serrano Aguilar | 5 de noviembre | 20:00 | Ecuador TV     |
|  | Liga de Loja         | 0 - 2 Archivado el 4 de marzo de 2016 en Wayback Machine.     | Emelec        |  | Reina del Cisne           | 3 de diciembre | 19:30 | Ecuador TV     |

|  | El Nacional   | 0 - 0 Archivado el 10 de noviembre de 2014 en Wayback Machine. | Deportivo Quito      |  | Olímpico Atahualpa  | 9 de noviembre | 11:30 | Ecuador TV    |
|  | Manta         | 3 - 3 Archivado el 10 de noviembre de 2014 en Wayback Machine. | Liga de Quito        |  | Jocay               | 9 de noviembre | 12:00 | Oromar        |
|  | Olmedo        | 0 - 1 Archivado el 10 de noviembre de 2014 en Wayback Machine. | Barcelona            |  | Olímpico (Riobamba) | 9 de noviembre | 12:00 | TC Televisión |
|  | Mushuc Runa   | 1 - 2 Archivado el 10 de noviembre de 2014 en Wayback Machine. | Deportivo Cuenca     |  | Bellavista          | 9 de noviembre | 14:30 | Gama TV       |
|  | Emelec        | 2 - 1 Archivado el 10 de noviembre de 2014 en Wayback Machine. | Universidad Católica |  | Banco del Pacífico  | 9 de noviembre | 17:00 | Gama TV       |
|  | Independiente | 1 - 1 Archivado el 10 de noviembre de 2014 en Wayback Machine. | Liga de Loja         |  | General Rumiñahui   | 9 de noviembre | 17:00 | Gama TV       |

|  | Liga de Quito        | 5 - 1 Archivado el 27 de noviembre de 2014 en Wayback Machine. | Olmedo           |  | Casa Blanca                | 14 de noviembre | 19:15 | Oromar         |
|  | Barcelona            | 2 - 2 Archivado el 28 de noviembre de 2014 en Wayback Machine. | Deportivo Cuenca |  | Monumental Banco Pichincha | 15 de noviembre | 17:00 | TC Televisión  |
|  | Deportivo Quito      | 1 - 1 Archivado el 28 de noviembre de 2014 en Wayback Machine. | Manta            |  | Olímpico Atahualpa         | 15 de noviembre | 17:00 | América Visión |
|  | Universidad Católica | 1 - 2 Archivado el 28 de noviembre de 2014 en Wayback Machine. | Independiente    |  | Olímpico Atahualpa         | 16 de noviembre | 10:45 | América Visión |
|  | Liga de Loja         | 1 - 0 Archivado el 28 de noviembre de 2014 en Wayback Machine. | El Nacional      |  | Reina del Cisne            | 16 de noviembre | 14:00 | Ecuador TV     |
|  | Mushuc Runa          | 0 - 1 Archivado el 28 de noviembre de 2014 en Wayback Machine. | Emelec           |  | Bellavista                 | 16 de noviembre | 14.30 | Gama TV        |

|  | Manta            | 3 - 0 Archivado el 29 de noviembre de 2014 en Wayback Machine. | Liga de Loja         |  | Jocay                     | 19 de noviembre | 13:00 | Oromar         |
|  | Olmedo           | 1 - 0 Archivado el 29 de noviembre de 2014 en Wayback Machine. | Deportivo Quito      |  | Olímpico (Riobamba)       | 19 de noviembre | 19:00 | América Visión |
|  | Emelec           | 0 - 1 Archivado el 29 de noviembre de 2014 en Wayback Machine. | Barcelona            |  | Banco del Pacífico        | 19 de noviembre | 19:00 | Gama TV        |
|  | Independiente    | 1 - 0 Archivado el 29 de noviembre de 2014 en Wayback Machine. | Mushuc Runa          |  | General Rumiñahui         | 19 de noviembre | 19:00 | Gama TV        |
|  | Deportivo Cuenca | 1 - 2 Archivado el 29 de noviembre de 2014 en Wayback Machine. | Liga de Quito        |  | Alejandro Serrano Aguilar | 19 de noviembre | 19:30 | Ecuador TV     |
|  | El Nacional      | 1 - 1 Archivado el 29 de noviembre de 2014 en Wayback Machine. | Universidad Católica |  | Olímpico Atahualpa        | 19 de noviembre | 19:30 | Ecuador TV     |

|  | Deportivo Quito      | 0 - 0 Archivado el 29 de noviembre de 2014 en Wayback Machine. | Deportivo Cuenca |  | Olímpico Atahualpa | 23 de noviembre | 10:00 | Oromar         |
|  | Liga de Quito        | 0 - 0 Archivado el 29 de noviembre de 2014 en Wayback Machine. | Barcelona        |  | Casa Blanca        | 23 de noviembre | 11:30 | Gama TV        |
|  | Universidad Católica | 2 - 1 Archivado el 29 de noviembre de 2014 en Wayback Machine. | Manta            |  | Olímpico Atahualpa | 23 de noviembre | 12:30 | América Visión |
|  | Mushuc Runa          | 1 - 1 Archivado el 29 de noviembre de 2014 en Wayback Machine. | El Nacional      |  | Bellavista         | 23 de noviembre | 14:00 | Gama TV        |
|  | Liga de Loja         | 0 - 3 Archivado el 29 de noviembre de 2014 en Wayback Machine. | Olmedo           |  | Reina del Cisne    | 23 de noviembre | 14:00 | Ecuador TV     |
|  | Emelec               | 1 - 0 Archivado el 26 de noviembre de 2014 en Wayback Machine. | Independiente    |  | Banco del Pacífico | 23 de noviembre | 17:00 | Gama TV        |

|  | Deportivo Cuenca | 1 - 0 Archivado el 2 de diciembre de 2014 en Wayback Machine. | Liga de Loja         |  | Alejandro Serrano Aguilar  | 28 de noviembre | 20:00 | Ecuador TV    |
|  | Liga de Quito    | 2 - 0 Archivado el 5 de diciembre de 2014 en Wayback Machine. | Independiente        |  | Casa Blanca                | 30 de noviembre | 11:30 | Gama TV       |
|  | El Nacional      | 0 - 1 Archivado el 5 de diciembre de 2014 en Wayback Machine. | Emelec               |  | Olímpico Atahualpa         | 30 de noviembre | 11:30 | Ecuador TV    |
|  | Olmedo           | 0 - 3 Archivado el 5 de diciembre de 2014 en Wayback Machine. | Universidad Católica |  | Olímpico (Riobamba)        | 30 de noviembre | 13:30 | TC Televisión |
|  | Manta            | 3 - 0 Archivado el 5 de diciembre de 2014 en Wayback Machine. | Mushuc Runa          |  | Jocay                      | 30 de noviembre | 13:30 | Oromar        |
|  | Barcelona        | 1 - 0 Archivado el 5 de diciembre de 2014 en Wayback Machine. | Deportivo Quito      |  | Monumental Banco Pichincha | 30 de noviembre | 16:45 | TC Televisión |

|  | Universidad Católica | 2 - 1 Archivado el 9 de diciembre de 2014 en Wayback Machine.  | Deportivo Cuenca |  | Olímpico Atahualpa | 5 de diciembre | 12:00 | América Visión |
|  | Mushuc Runa          | 1 - 1 Archivado el 10 de diciembre de 2014 en Wayback Machine. | Olmedo           |  | Bellavista         | 6 de diciembre | 14:30 | Gama TV        |
|  | Independiente        | 0 - 1 Archivado el 10 de diciembre de 2014 en Wayback Machine. | El Nacional      |  | General Rumiñahui  | 6 de diciembre | 17:00 | Gama TV        |
|  | Liga de Loja         | 0 - 1 Archivado el 10 de diciembre de 2014 en Wayback Machine. | Barcelona        |  | 9 de Mayo          | 6 de diciembre | 19:00 | Ecuador TV     |
|  | Deportivo Quito      | 2 - 3 Archivado el 10 de diciembre de 2014 en Wayback Machine. | Liga de Quito    |  | Olímpico Atahualpa | 7 de diciembre | 11:30 | Oromar         |
|  | Emelec               | 2 - 1 Archivado el 10 de diciembre de 2014 en Wayback Machine. | Manta            |  | Los Chirijos       | 7 de diciembre | 16:00 | Gama TV        |

|  | Manta            | 2 - 1 Archivado el 24 de septiembre de 2015 en Wayback Machine. | El Nacional          |  | Jocay                      | 10 de diciembre | 19:00 | Gama TV       |
|  | Barcelona        | 3 - 0 Archivado el 24 de septiembre de 2015 en Wayback Machine. | Mushuc Runa          |  | Monumental Banco Pichincha | 10 de diciembre | 19:00 | TC Televisión |
|  | Olmedo           | 2 - 3 Archivado el 24 de septiembre de 2015 en Wayback Machine. | Independiente        |  | Olímpico (Riobamba)        | 10 de diciembre | 19:00 | TC Televisión |
|  | Deportivo Cuenca | 2 - 1 Archivado el 24 de septiembre de 2015 en Wayback Machine. | Emelec               |  | Alejandro Serrano Aguilar  | 10 de diciembre | 19:00 | Ecuador TV    |
|  | Liga de Quito    | 1 - 2 Archivado el 24 de septiembre de 2015 en Wayback Machine. | Universidad Católica |  | Casa Blanca                | 10 de diciembre | 19:00 | Gama TV       |
|  | Deportivo Quito  | 3 - 2 Archivado el 24 de septiembre de 2015 en Wayback Machine. | Liga de Loja         |  | Olímpico Atahualpa         | 10 de diciembre | 19:00 | Oromar        |

|  | Liga de Loja         | 1 - 0 Archivado el 14 de diciembre de 2014 en Wayback Machine. | Liga de Quito    |  | Reina del Cisne      | 14 de diciembre | 12:00 | Ecuador TV    |
|  | Mushuc Runa          | 0 - 0 Archivado el 14 de diciembre de 2014 en Wayback Machine. | Deportivo Quito  |  | Bellavista           | 14 de diciembre | 12:00 | Oromar        |
|  | Universidad Católica | 0 - 1 Archivado el 14 de diciembre de 2014 en Wayback Machine. | Barcelona        |  | Olímpico Atahualpa   | 14 de diciembre | 12:00 | TC Televisión |
|  | El Nacional          | 2 - 1 Archivado el 14 de diciembre de 2014 en Wayback Machine. | Deportivo Cuenca |  | Gonzalo Pozo Ripalda | 14 de diciembre | 12:00 | Ecuador TV    |
|  | Emelec               | 1 - 0 Archivado el 14 de diciembre de 2014 en Wayback Machine. | Olmedo           |  | Banco del Pacífico   | 14 de diciembre | 12:00 | Gama TV       |
|  | Independiente        | 4 - 0 Archivado el 14 de diciembre de 2014 en Wayback Machine. | Manta            |  | General Rumiñahui    | 14 de diciembre | 12:00 | Gama TV       |

## Tercera etapa (finales)
| Finalistas              | Vía de clasificación        |
| ----------------------- | --------------------------- |
| Club Sport Emelec       | Ganador de la Primera etapa |
| Barcelona Sporting Club | Ganador de la Segunda etapa |

### Ida
| 17 de diciembre, 20:00 | Barcelona  | 1:1 (0:1) | Emelec   | Estadio Monumental Banco Pichincha, Guayaquil          |                                                        |
|                        | Blanco 88' | Reporte   | Mena 20' | Asistencia: 63 686 espectadores Árbitro(s): Omar Ponce | Asistencia: 63 686 espectadores Árbitro(s): Omar Ponce |

### Vuelta
| 21 de diciembre, 16:30 | Emelec                      | 3:0 (1:0) (Global 4:1) | Barcelona | Estadio Banco del Pacífico, Guayaquil                   |                                                         |
|                        | Mena 20' · Bolaños 80', 86' | Reporte                |           | Asistencia: 25 459 espectadores Árbitro(s): Carlos Vera | Asistencia: 25 459 espectadores Árbitro(s): Carlos Vera |

- Emelec ganó 4 - 1 en el marcador global.

|                                       |
|                                       |
| Campeón Club Sport Emelec 12.º título |

## Tabla acumulada

### Clasificación
| Pos. | Equipo               | Pts. | PJ | PG | PE | PP | GF | GC | Dif. |
| ---- | -------------------- | ---- | -- | -- | -- | -- | -- | -- | ---- |
| 1.º  | Emelec               | 88   | 44 | 27 | 7  | 10 | 75 | 36 | 39   |
| 2.º  | Independiente        | 86   | 44 | 25 | 11 | 8  | 78 | 36 | 42   |
| 3.º  | Barcelona            | 83   | 44 | 25 | 8  | 11 | 59 | 34 | 25   |
| 4.º  | Liga de Quito        | 69   | 44 | 18 | 15 | 11 | 58 | 44 | 14   |
| 5.º  | Liga de Loja         | 58   | 44 | 16 | 10 | 18 | 46 | 62 | −16  |
| 6.º  | Universidad Católica | 56   | 44 | 16 | 8  | 20 | 51 | 58 | −7   |
| 7.º  | El Nacional          | 56   | 44 | 16 | 8  | 20 | 49 | 61 | −12  |
| 8.º  | Deportivo Cuenca     | 51   | 44 | 13 | 12 | 19 | 44 | 60 | −16  |
| 9.º  | Mushuc Runa          | 47   | 44 | 11 | 14 | 19 | 38 | 54 | −16  |
| 10.º | Deportivo Quito      | 46   | 44 | 10 | 16 | 18 | 37 | 54 | −17  |
| 11.º | Manta                | 43   | 44 | 11 | 10 | 23 | 46 | 64 | −18  |
| 12.º | Olmedo               | 42   | 44 | 9  | 15 | 20 | 39 | 57 | −18  |

|  | Clasificado a la Copa Libertadores 2015 y Copa Sudamericana 2015. |
|  | Clasificados a la Libertadores 2015.                              |
|  | Clasificados a la Copa Sudamericana 2015.                         |
|  | Descendidos a la Serie B 2015.                                    |

### Evolución de la clasificación general
| Equipo / Fecha   | 23 | 24 | 25 | 26 | 27 | 28 | 29 | 30 | 31 | 32 | 33 | 34 | 35 | 36 | 37 | 38 | 39 | 40 | 41 | 42 | 43 | 44 |
| ---------------- | -- | -- | -- | -- | -- | -- | -- | -- | -- | -- | -- | -- | -- | -- | -- | -- | -- | -- | -- | -- | -- | -- |
| Emelec           | 1  | 1  | 1  | 1  | 1  | 1  | 1  | 1  | 2  | 1  | 1  | 2  | 2  | 2  | 2  | 2  | 2  | 2  | 1  | 1  | 1  | 1  |
| Independiente    | 2  | 2  | 2  | 2  | 2  | 2  | 3  | 3  | 3  | 3  | 2  | 1  | 1  | 1  | 1  | 1  | 1  | 1  | 2  | 2  | 2  | 2  |
| Barcelona        | 4  | 4  | 4  | 3  | 3  | 3  | 2  | 2  | 1  | 2  | 3  | 3  | 3  | 3  | 3  | 3  | 3  | 3  | 3  | 3  | 3  | 3  |
| Liga de Quito    | 5  | 5  | 5  | 5  | 5  | 5  | 5  | 5  | 5  | 5  | 5  | 5  | 4  | 4  | 4  | 4  | 4  | 4  | 4  | 4  | 4  | 4  |
| Liga de Loja     | 3  | 3  | 3  | 4  | 4  | 4  | 4  | 4  | 4  | 4  | 4  | 4  | 5  | 5  | 5  | 5  | 5  | 5  | 5  | 5  | 6  | 5  |
| U. Católica      | 6  | 8  | 8  | 8  | 9  | 10 | 10 | 10 | 11 | 10 | 9  | 8  | 8  | 8  | 8  | 9  | 8  | 7  | 6  | 6  | 5  | 6  |
| El Nacional      | 10 | 7  | 7  | 7  | 7  | 7  | 7  | 6  | 7  | 6  | 6  | 6  | 6  | 6  | 6  | 6  | 6  | 6  | 7  | 7  | 7  | 7  |
| Deportivo Cuenca | 11 | 11 | 11 | 11 | 8  | 8  | 9  | 8  | 8  | 8  | 8  | 9  | 9  | 9  | 9  | 8  | 9  | 9  | 8  | 8  | 8  | 8  |
| Deportivo Quito  | 7  | 10 | 10 | 10 | 11 | 9  | 8  | 9  | 9  | 9  | 10 | 10 | 10 | 10 | 10 | 10 | 10 | 10 | 10 | 11 | 10 | 10 |
| Mushuc Runa      | 9  | 6  | 6  | 6  | 6  | 6  | 6  | 7  | 6  | 7  | 7  | 7  | 7  | 7  | 7  | 7  | 7  | 8  | 9  | 9  | 9  | 9  |
| Manta            | 12 | 12 | 12 | 12 | 12 | 12 | 12 | 12 | 12 | 12 | 12 | 12 | 12 | 12 | 12 | 12 | 12 | 12 | 12 | 12 | 11 | 11 |
| Olmedo           | 8  | 9  | 9  | 9  | 10 | 11 | 11 | 11 | 10 | 11 | 11 | 11 | 11 | 11 | 11 | 11 | 11 | 11 | 11 | 10 | 12 | 12 |

## Goleadores
- Actualizado el 21 de diciembre del 2014

| Jugador                | Equipo               | Goles | Penalti |
| ---------------------- | -------------------- | ----- | ------- |
| 1. Armando Wila        | Universidad Católica | 20    | 4       |
| 2. Miler Bolaños       | Emelec               | 19    | 5       |
| 3. Junior Sornoza      | Independiente        | 17    | 5       |
| 4. Daniel Angulo       | Independiente        | 16    | 2       |
| 5. Juan Manuel Cobelli | Deportivo Cuenca     | 14    | 0       |
| 6. Ángel Mena          | Emelec               | 14    | 1       |
| 7. Maxi Barreiro       | Mushuc Runa          | 13    | 2       |
| 8. Henry Patta         | Universidad Católica | 12    | 0       |
| 9. Ismael Blanco       | Barcelona            | 12    | 0       |
| 10. Miller Castillo    | Manta                | 11    | 3       |
| 11. Juan Anangonó      | Liga de Quito        | 11    | 0       |
| 12. Danilo Carando     | Liga de Loja         | 10    | 1       |
| 13. Jonny Uchuari      | Liga de Loja         | 10    | 1       |
| 14. Alejandro Villalva | El Nacional          | 10    | 0       |